# 马来西亚武装部队总司令
马来西亚武装部队总司令是马来西亚武装部队的专业领袖。总司令是马来西亚武装部队中普通人能到達的最高级别，仅次于最高統帥马来西亚最高元首 。

## 总司令列表
截至2025年，共有23人被任命为国防军总司令，其中两名来自马来西亚皇家空军，一名来自马来西亚皇家海军。
| 任序 | 肖像 | 头衔 名字 军衔 生卒日期                                      | 就任日期       | 卸任日期       | 在任日数 | 军种     |
| ---- | ---- | ------------------------------------------------------------ | -------------- | -------------- | -------- | -------- |
| 1    |      | 丹斯里 爵士 弗兰克·黑斯廷·布鲁克 中将 （1909-1982）          | 1956年6月11日  | 1959年10月26日 | 3年137天 | 陆军     |
| 2    |      | 丹斯里 爵士 罗德尼·摩尔 中将 （1905-1985）                   | 1959年10月27日 | 1963年12月31日 | 4年65天  | 陆军     |
| 3    |      | 丹斯里 东姑奥斯曼 上将 （1919-1994）                         | 1964年1月1日   | 1969年11月24日 | 5年327天 | 陆军     |
| 4    |      | 丹斯里 阿都哈密·比丁 上将 （1917-1995）                      | 1969年11月25日 | 1970年6月30日  | 217天    | 陆军     |
| 5    |      | 敦 依布拉欣·依斯迈 上将 （2010）                             | 1970年7月1日   | 1977年11月30日 | 7年152天 | 陆军     |
| 6    |      | 丹斯里 拿督斯里邦里玛 莫哈末沙尼·阿都嘉化 上将 （1927-2015） | 1977年12月1日  | 1982年1月19日  | 4年49天  | 陆军     |
| 7    |      | 丹斯里 拿督斯里 莫哈末嘉沙里 上将 （1929-2021）              | 1982年1月20日  | 1985年10月31日 | 3年284天 | 陆军     |
| 8    |      | 丹斯里 拿督斯里邦里玛 莫哈末卡扎里 上将 （1931-2021）        | 1985年11月1日  | 1987年10月5日  | 1年338天 | 陆军     |
| 9    |      | 敦 莫哈末哈欣·莫哈末阿里 上将 （b. 1937）                    | 1987年10月6日  | 1992年4月10日  | 4年187天 | 陆军     |
| 10   |      | 丹斯里 拿督斯里邦里玛 雅国·莫哈末再因 上将 （b. 1935）       | 1992年4月11日  | 1993年3月3日   | 326天    | 陆军     |
| 11   |      | 丹斯里 拿督斯里邦里玛 阿都拉曼·阿都哈密 上将 （1938-2022）   | 1993年3月4日   | 1994年1月31日  | 333天    | 陆军     |
| 12   |      | 丹斯里 拿督 博汉·阿末 上将 （b. 1939）                       | 1994年2月1日   | 1995年2月2日   | 1年1天   | 陆军     |
| 13   |      | 丹斯里 拿督斯里 依斯迈·奥玛尔 上将 （b. 1941）               | 1995年2月3日   | 1998年12月31日 | 3年331天 | 陆军     |
| 14   |      | 丹斯里 拿督斯里 莫哈末扎希迪·再努丁 上将 （b. 1949）         | 1999年1月1日   | 2005年4月28日  | 6年117天 | 陆军     |
| 15   |      | 丹斯里 拿督斯里 莫哈末安华·莫哈末诺 海军上将 （b. 1951）     | 2005年4月29日  | 2007年1月31日  | 1年277天 | 皇家海军 |
| 16   |      | 丹斯里 拿督斯里 阿都阿兹·再纳 上将 （b. 1951）               | 2007年2月1日   | 2009年8月31日  | 2年211天 | 陆军     |
| 17   |      | 丹斯里 拿督斯里 阿兹占·阿里芬 空军上将 （b. 1953）           | 2009年9月1日   | 2011年6月14日  | 1年286天 | 皇家空军 |
| 18   |      | 丹斯里 拿督斯里 祖基菲里·莫哈末辛 上将 （b. 1956）           | 2011年6月15日  | 2016年12月16日 | 5年184天 | 陆军     |
| 19   |      | 丹斯里 拉惹莫哈末阿芬迪 上将 （b. 1958）                     | 2016年12月17日 | 2018年6月19日  | 1年184天 | 陆军     |
| 20   |      | 丹斯里 拿督斯里邦里玛 祖基菲里·再纳阿比丁 上将 （b. 1960）   | 2018年6月20日  | 2020年1月1日   | 1年195天 | 陆军     |
| 21   |      | 丹斯里 拿督斯里 阿芬迪 空军上将 （b. 1962）                  | 2020年1月2日   | 2023年9月5日   | 3年246天 | 皇家空军 |
| 22   |      | 丹斯里 莫哈末阿都拉曼 上将 （b. 1964）                       | 2023年9月6日   | 2025年1月30日  | 1年146天 | 陆军     |
| 23   |      | 丹斯里 莫哈末尼占 上将 （b. 1966）                           | 2025年1月31日  | 现任           | 122天    | 陆军     |